# Miratemnus hispidus
Miratemnus hispidus är en spindeldjursart som beskrevs av Beier 1932. Miratemnus hispidus ingår i släktet Miratemnus och familjen Atemnidae. Inga underarter finns listade i Catalogue of Life.